# Hexactinella vermiculosa
Hexactinella vermiculosa är en svampdjursart som beskrevs av Isao Ijima 1927. Hexactinella vermiculosa ingår i släktet Hexactinella och familjen Tretodictyidae.
Artens utbredningsområde är havet kring Indonesien. Inga underarter finns listade i Catalogue of Life.